# Prefettura apostolica di Haizhou
La prefettura apostolica di Haizhou (in latino: Praefectura Apostolica Haichovensis) è una sede della Chiesa cattolica in Cina. La sede è vacante.

## Territorio
La prefettura apostolica comprende parte della provincia cinese di Jiangsu.
Sede prefettizia è la città di Haizhou.

## Storia
La prefettura apostolica è stata eretta il 9 giugno 1949 con la bolla Recta Ecclesiarum di papa Pio XII, ricavandone il territorio dalla diocesi di Shanghai.

## Cronotassi
- Ferdinand Lacretelle, S.I. † (21 febbraio 1951 - 1983 dimesso)